# Rachel Cusk
Rachel Cusk (Saskatoon, 1967. február 8. –) brit regényíró.

## Gyermekkora és iskolái
Cusk Saskatoonban született brit szülők gyermekeként 1967-ben, a négy gyermek közül a másodikként egy nővérrel és két öccsével, és kora gyermekkorának nagy részét Los Angelesben töltötte. 1974-ben szülei szülőhazájába költözött, a suffolki Bury St Edmundsban telepedett le. Gazdag katolikus családból származik, és a cambridge-i Szent Mária kolostorban tanult. Angolt tanult az oxfordi New College-ban.

## Pályafutása
1993-ban jelentette meg első regényét Saving Agnes címmel, amely megkapta a Whitbread First Novel Award-ot. A nőiesség és a társadalmi szatíra témái a következő évtizedben is központi szerepet játszottak munkáiban. Ezt követte 1997-ben a The Country Life című vígjátékkal, amelyet Stella Gibbons Cold Comfort Farmja és Charlotte Brontë Jane Eyre-je ihlette. 1998-ban Somerset Maugham-díjat nyert. 2003-ban kiadta a The Lucky Ones című regényt, amely összekapcsolt történeteket tartalmaz öt különböző emberről, akik lazán kapcsolódnak egymáshoz. Ugyanebben az évben Cuskot jelölte a Granta magazin a 20 „Legjobb fiatal brit regényíró” közé.
Hetedik regénye, az Arlington Park bekerült a 2007-es Orange Prize for Fiction-díjra.
A nőiesség és a társadalmi szatíra témái a következő évtizedben is központi szerepet játszottak munkáiban. A női élményt reprezentáló regény formai problémáira válaszolva kezdett el a szépirodalommal foglalkozni. Két önéletrajzi beszámolót publikált az anyaságról és a válásról: A Life's Work and Aftermath (Az életmű és az utóhatások). Cusk a kreatív írás professzora volt a Kingston Egyetemen.
2014-es regénye, az Outline bekerült a Folio-díj rövid listájára, a Goldsmiths-díjra és a Baileys Women's Prize for Fiction-díjra. 2003-ban Cuskot a Granta magazin jelölte a 20 „Legjobb fiatal brit regényíró” közé.
Hosszas gondolkodás után Cusk új formában kezdett dolgozni, amely a személyes tapasztalatot képviselte, miközben elkerülte a szubjektivitás és a szó szerinti politikát, és mentes maradt a narratív konvencióktól. Ebből a projektből trilógia lett (Outline, Transit és Kudos). Judith Thurman a The New Yorkerben ezt írta: "Sok kísérletező író elutasította a történetmesélés mechanikáját, de Cusk megtalálta a módját, hogy ezt anélkül tegye, hogy feláldozza a feszültségét." A regény radikális "új dizájnt" ad a fikciónak. Az Outline a The New York Times 2015-ös 5 legjobb regénye közé tartozott.
Heidi Julavits a The New York Timesban megjelent Outline recenziójában ezt írta: "Míg a narrátor ritkán van egyedül, az Outline olvasása azt az érzést utánozza, mintha a víz alatt lenne, és egy levegőnél sűrűbb anyag választaná el más emberektől. De nincs benne semmi homályos vagy elnémított. Cusk irodalmi víziója vagy prózája: Töltsön sok időt ezzel a regénnyel, és meg fog győződni arról, hogy ő az egyik legokosabb író az életben."
A The Guardian kritikusa, Helen Dunmore a Transit című regényét értékelve elismerően nyilatkozott Cusk „zseniális, éleslátó prózájáról”, és hozzátette: „Cusk most olyan szinten dolgozik, hogy nagyon meglepő, hogy még nem nyert jelentősebb irodalmi díjat”.
A The New York Times Transit-ismertetőjében Dwight Garner azt mondta, hogy a regény "transzcendentális elmélkedéseket" kínál, és jobban várja a Kudos-t, Rachel Cusk trilógiájának utolsó regényét, mint Karl Ove Knausgård My Struggle (norvégul: Min kamp) című sorozatát.
A Kudosról, Cusk trilógiájának utolsó regényéről szóló vélemények nagyrészt pozitívak voltak. A The New Yorkernek írt Katy Waldman "egy könyv a kudarcról, amely önmagában nem kudarc. Valójában lélegzetelállító siker."
2015-ben a londoni Almeida színház számára. megrendelte és eredetileg elkészítette Cusk Médeia adaptációját, mint Medea as Medea – Euripides, A New Version. Cusk adaptációjában Médeia nem gyilkolja meg gyermekeit. A Financial Times a Medearól írt véleményét a következőképpen kommentálta: "Rachel Cusk kíméletlen íróként ismert a házasság felbontásának területén."
Cusk Second Place (Második hely) című regénye 2021-ben jelent meg. Mabel Dodge Luhan emlékiratai ihlették, aki 1924-ben látta vendégül D. H. Lawrence-t az új-mexikói Taos művésztelepen lévő birtokán. Ebben a műben folytatódott Cusk kísérletezése a regény formájával. Andrew Schenker a Los Angeles Review of Books című folyóiratban ezt írta: "Ha úgy tűnt, hogy az Outline trilógia túlmutat a regényen, miközben még mindig a formán belül dolgozott, akkor a Second Place azt sugallja, hogy Cusk teljesen kinőhette a műfajt." A Cleveland Review of Books áttekintette a könyvet, mondván, hogy "a narrátor hiánya része annak, ami a regényeken keresztül kényszeríti az embert, mert szűrőként hat, és lepárolja az összes többi ember meséjét egészen filozófiailag legcsupaszabb, etikailag legkétértelműbb, legfájdalmasabb elszigeteltségig."

## Magánélete
Egy bankárral kötött rövid első házasság után Cusk Adrian Clarke fotóshoz ment feleségül, akitől két lánya született. A pár 2011-ben elvált. Válásuk fő téma lett Cusk írásaiban.
Cusk feleségül ment Siemon Scamell-Katz kiskereskedelmi tanácsadó és művészhez. Londonban és Norfolkban élnek Cusk lányaival. 2021-ben a pár bejelentette, hogy Párizsba költözik, ami részben az Egyesült Királyság Európai Unióból való kilépése ellen tiltakozik.

## Bibliográfia
Regények
- Saving Agnes (1993)
- The Temporary (1995)
- The Country Life (1997)
- The Lucky Ones (2003)
- In the Fold (2005)
- Arlington Park (2006)
- The Bradshaw Variations (2009)
- The Outline Trilogy
  - Outline (2014)
    - Körvonal – Park, Budapest, 2021 · ISBN 9789633556405 · Fordította: Kada Júlia

  - Transit (2016)
    - Tranzit – Park, Budapest, 2021 · ISBN 9789633556368 · Fordította: Kada Júlia

  - Kudos (2018)
    - Babérok – Park, Budapest, 2022 · ISBN 9789633556382 · Fordította: Kada Júlia
- Second Place (2021)
  - A vendégház – Park, Budapest, 2023 · ISBN 9789633558249 · Fordította: Nádor Zsófia
- Parade (2024)
  - Parádé – Park, Budapest, 2025 · ISBN 9789636331856 · Fordította: Dudik Annamária Éva

Nem fikció
- A Life's Work: On Becoming a Mother (2001)
- The Last Supper: A Summer in Italy (2009)[40][41]
- Aftermath: On Marriage and Separation (2012)
- Coventry: Essays (2019)
- Quarry (2022)[42]

Színház
- Medea, Euripides – A new Version, 2015, Commissioned by and originally produced at the Almeida(wd)[30] theatre in London, UK.
- Marble in Metamorphosis (2022)

Bevezetés és előszó
- Bonjour Tristesse(wd) by Françoise Sagan (Penguin, 2008)
- The Age of Innocence(wd) by Edith Wharton (Folio Society, 2009)
- The Rainbow(wd) by D. H. Lawrence (Vintage, 2011)
- Complete Stories by Kingsley Amis (Penguin Classics, 2011)

Novellák
- "After Caravaggio's Sacrifice of Isaac", Granta, 2003[43]
- "The Stuntman", The New Yorker, 2023[44]

## Díjai
- 1993 Whitbread First Novel Award – Saving Agnes[45]
- 1997 Somerset Maugham Award – The Country Life[46]
- 2003 Whitbread Novel Award (shortlist) – The Lucky Ones[47]
- 2005 Man Booker Prize (longlist) – In the Fold[48]
- 2007 Orange Prize for Fiction (shortlist) – Arlington Park[49]
- 2014 Goldmiths Prize (shortlist)
- 2015 Folio Prize (shortlist)
- 2015 Bailey's Prize (shortlist)
- 2015 Scotiabank Giller Prize (shortlist)[50]
- 2015 Governor General's Literary Award for Fiction (shortlist)
- 2016 Goldsmiths Prize (shortlist)
- 2017 Scotiabank Giller Prize (shortlist)[51]
- 2018 Goldsmiths Prize (shortlist)[52]
- 2021 Booker Prize (longlist) – Second Place
- 2021 Governor General's Award for English-language fiction (shortlist) – Second Place[53]
- 2022 Prix Femina étranger – Second Place[54]

## További irodalom
- "Suburban Worlds: Rachel Cusk and Jon McGregor." In B. Schoene. The Cosmopolitan Novel. Edinburgh University Press, 2009.

## Fordítás
- Ez a szócikk részben vagy egészben  a   Rachel Cusk című angol Wikipédia-szócikk fordításán alapul.  Az eredeti cikk szerkesztőit annak laptörténete sorolja fel. Ez a jelzés csupán a megfogalmazás eredetét és a szerzői jogokat jelzi, nem szolgál a cikkben szereplő információk forrásmegjelöléseként.